# Зид (ТВ филм из 1984)
„Зид” је  југословенски ТВ филм из 1984. године. Режирао га је Здравко Шотра а сценарио је написала Весна Јанковић.

## Улоге
| Глумац                  | Улога  |
| ----------------------- | ------ |
| Владислава Милосављевић |        |
| Светозар Цветковић      |        |
| Олга Спиридоновић       |        |
| Бранимир Брстина        |        |
| Елизабета Ђоревска      | Милица |